# قائمة رائدات لبنانيات

## أ
- سليمة أبي راشد .
- الأميرة اسما ابي اللمع
- الأميرة نجلاء أبي اللمع .
- الأميرة حبوس أرسلان .
- ألكسندرا أڤيرينو

## ب
- أنس باز
- الأخت فروسين برباري
- ليا الخازن بركات .
- افلين بسترس
- نازك العابد بيهم

## ت
- نادية تويني

## ث
- لور ثابت .

## ج
- عادلة بيهم جزائري .
- الشيخة نايفة جنبلاط .
- الست نظيرة جنبلاط
- مريم جهشان

## ح
- الدكتورة سنية حبوب .
- حبوبة حداد
- وداد الحص .
- نظيرة زين الدين الحلبي

## خ
- نجيبة الخطيب
- فاطمة الأسعد الخليل
- ماري عزيز الخوري .

## د
- جوليا طعمة دمشقية .
- زاهية دوغان .
- ألماس دويك

## ر
- نازك نصولي رمضان .
- أدلايد ريشاني .

## ز
- مي زيادة .

## س
- أملي سرسق
- نازك سركيس
- أوجيني سعد .

## ش
- حنة شاهين .
- روز عطا الله شحفة .
- أنيسة الشرتوني .
- عفيفة الشرتوني
- شمس الشهابية

## ص
- سلمى صايغ
- نجلا صعب .

## ض
- هدى ضومط .

## ط
- أميليا طراد .
- حنينه طرشا

## ع
- سمية عطية .

## غ
- نصرة الياس غريب .

## ف
- عليا فرنسيس
- مدام دو فريج .
- زينب فواز .

## ق
- ابتهاج قدورة .
- وداد مقدسي قرطاس .

## ك
- عفيفة كرم
- ماري كساب .
- هنا كسباني كوراني .

## ل
- خنساء اللمعية أم دبوس اللمعية .

## م
- طيبة المعنية .
- الأميرة نسب المعنية
- أمينة الخوري مقدسي .
- مريم مكاريوس
- سلوى محمصاني مومنه .

## ن
- سلوى نصار .
- أليس الفرد نقاش
- مريم نحاس نوفل
- هند نوفل .

## هـ
- لبيبة الهاشم

## ي
- وردة اليازجي
- أدما يافث
- ماري يني .